# Kvillegatan
Kvillegatan är en gata belägen i stadsdelen Brämaregården på Hisingen i Göteborg. I området finns lägenhetskomplexet Porslinsfabriken. Namnet Porslinsfabriken är taget av den gamla porslinsfabriken Rörstrands Porslinsfabrik som tidigare låg i området. I närheten av Kvillegatan ligger Backaplan och Göteborgs moské.
Namnet Kvillegatan återfinns i Göteborgs adress- och industrikalender år 1906 och stadfästes år 1922. Dessförinnan hette gatan Kvillebäcksvägen. Namnet kommer av vattendraget Kvillen, som gick tvärs över Hisingen och förband Göta älvs norra och södra armar.